# Euptoieta hegesia
Euptoieta hegesia är en fjärilsart som beskrevs av Pieter Cramer 1779. Euptoieta hegesia ingår i släktet Euptoieta och familjen praktfjärilar. Inga underarter finns listade i Catalogue of Life.

## Bildgalleri

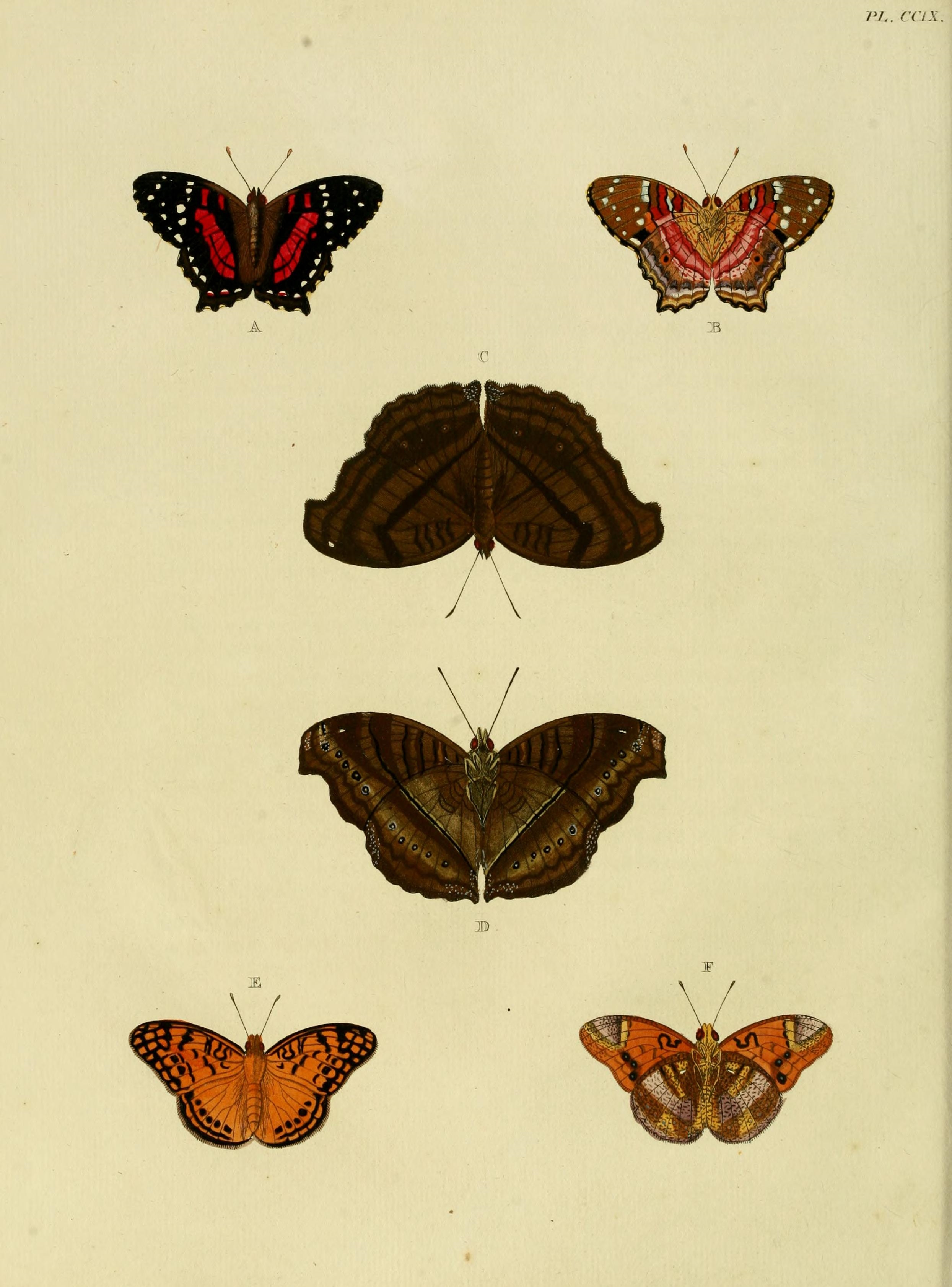
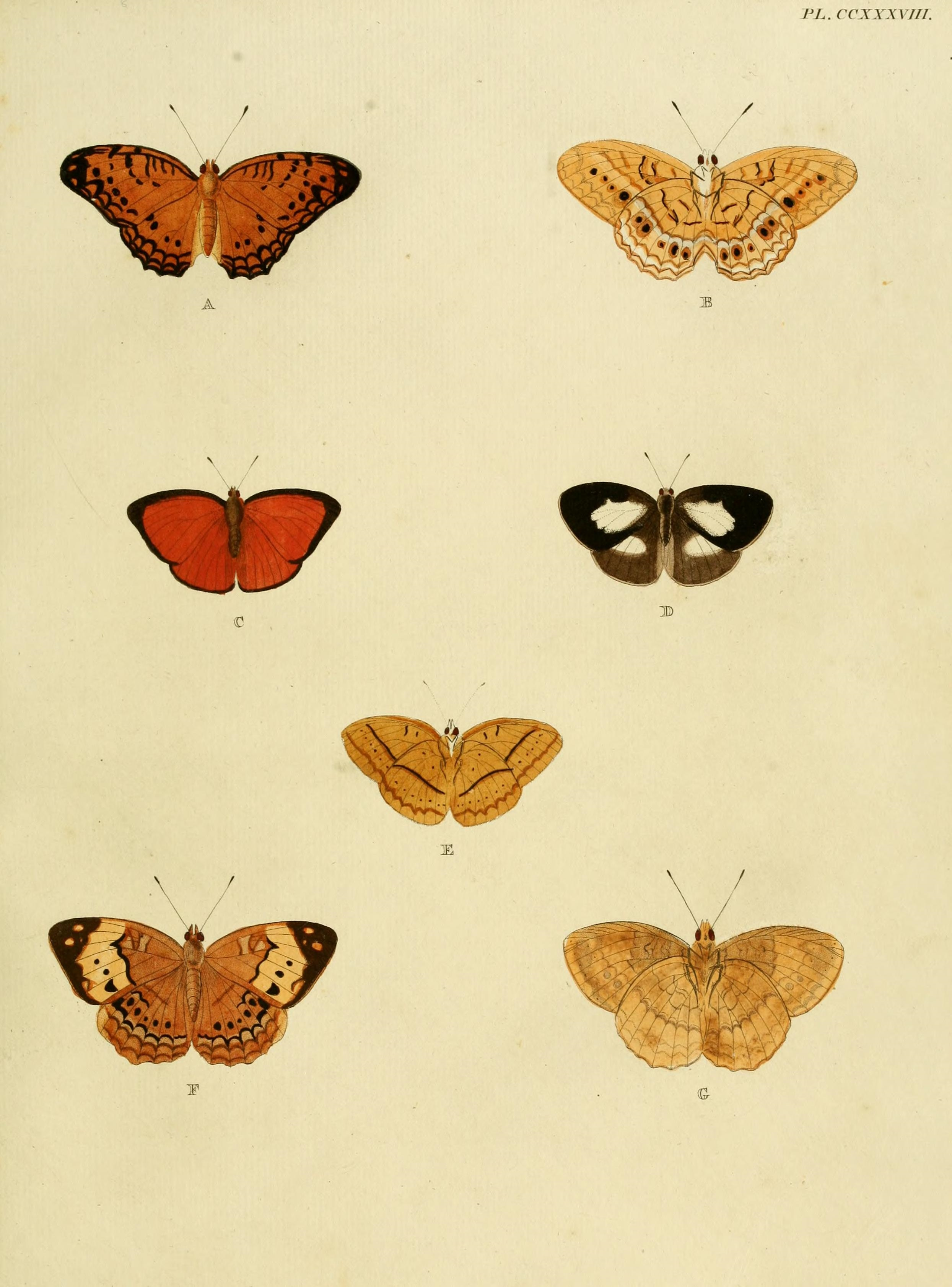
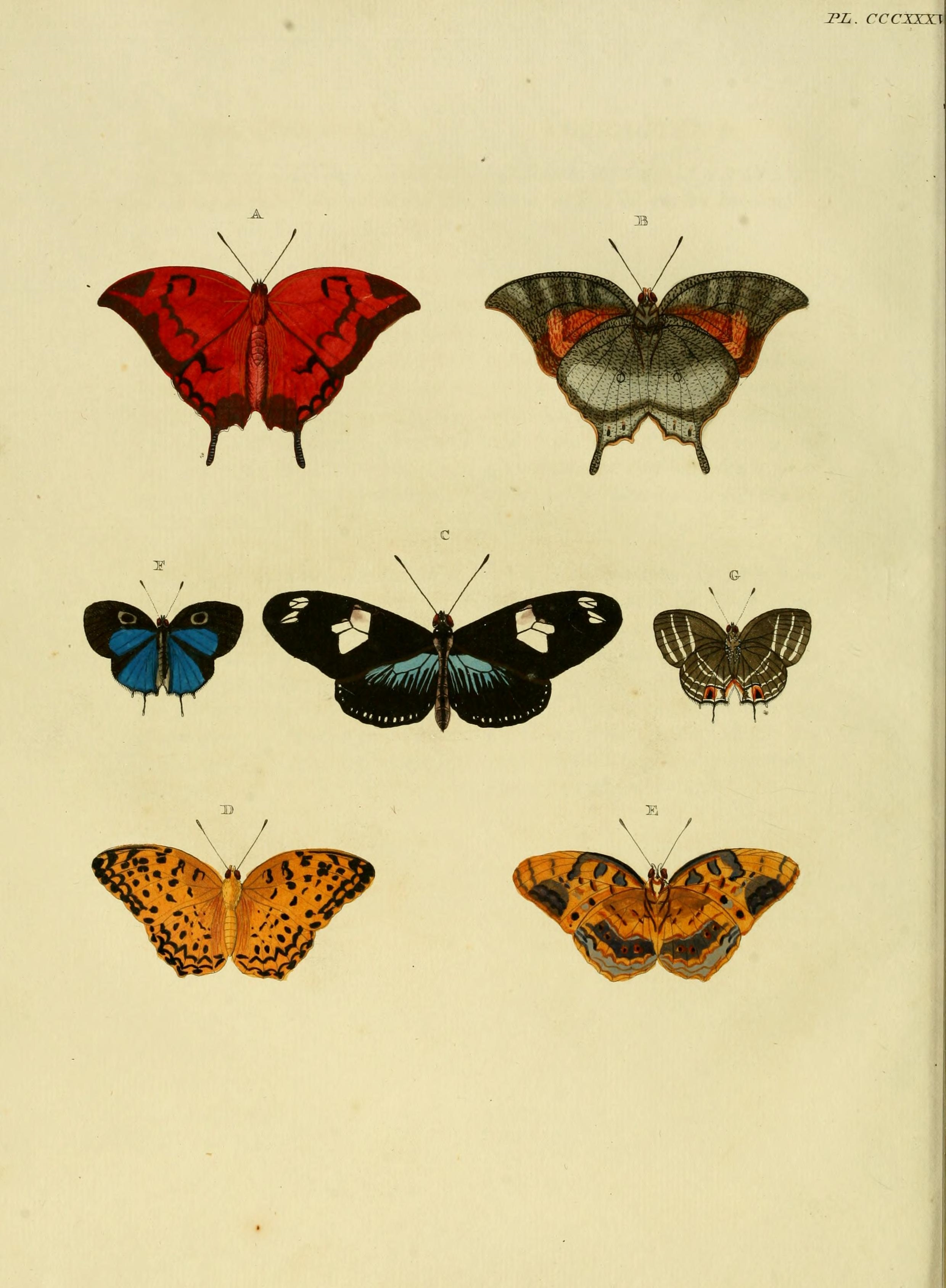
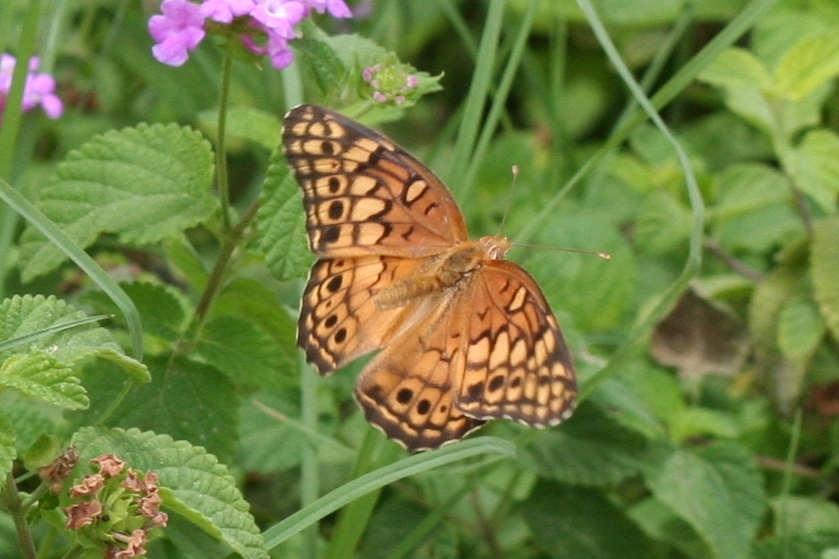
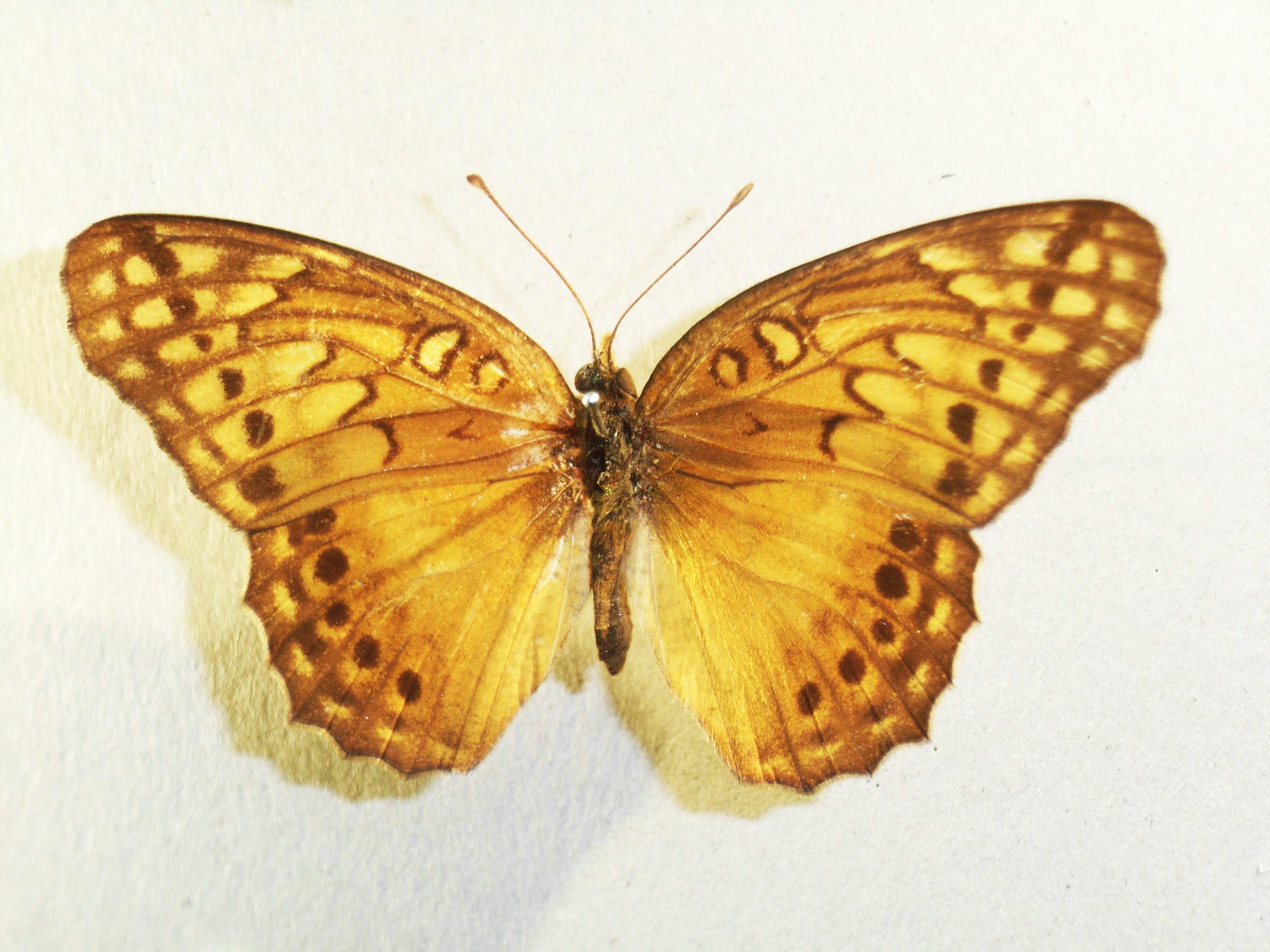